# Ennomos dartfordi
Ennomos dartfordi là một loài bướm đêm trong họ Geometridae.